# Трахі
Трахі́ (грец. τραχύ, дослівно — «груба» або «нерівна»), множина трахéа (грец. τραχέα) — термін, що використовувався для опису увігнутих чашоподібних (неправильно часто називаних «скифат») візантійських монет, що були впроваджені під час монетної реформи Олексія I Комніна в 1092 році та продовжували карбуватись в XI—XIV століттях.
Цей термін застосовувався лише до монет відповідної форми, карбованих з електруму, білону або міді, і не використовувався для позначення золотого гіперпірона, що мав аналогічну чашоподібну форму.